# Okopy (Śliski)
Okopy – przysiółek wsi Śliski w Polsce, położony w województwie mazowieckim, w powiecie pułtuskim, w gminie Zatory.
W latach 1975–1998 przysiółek należał administracyjnie do województwa ostrołęckiego.